# Xanthoconalia timossii
Xanthoconalia timossii es una especie de coleóptero de la familia Mordellidae.

## Distribución geográfica
Habita en Somalia.